# Carlo De Simone
Carlo De Simone (Roma, 22 novembre 1932 – Roma, 14 settembre 2023) è stato un linguista italiano.

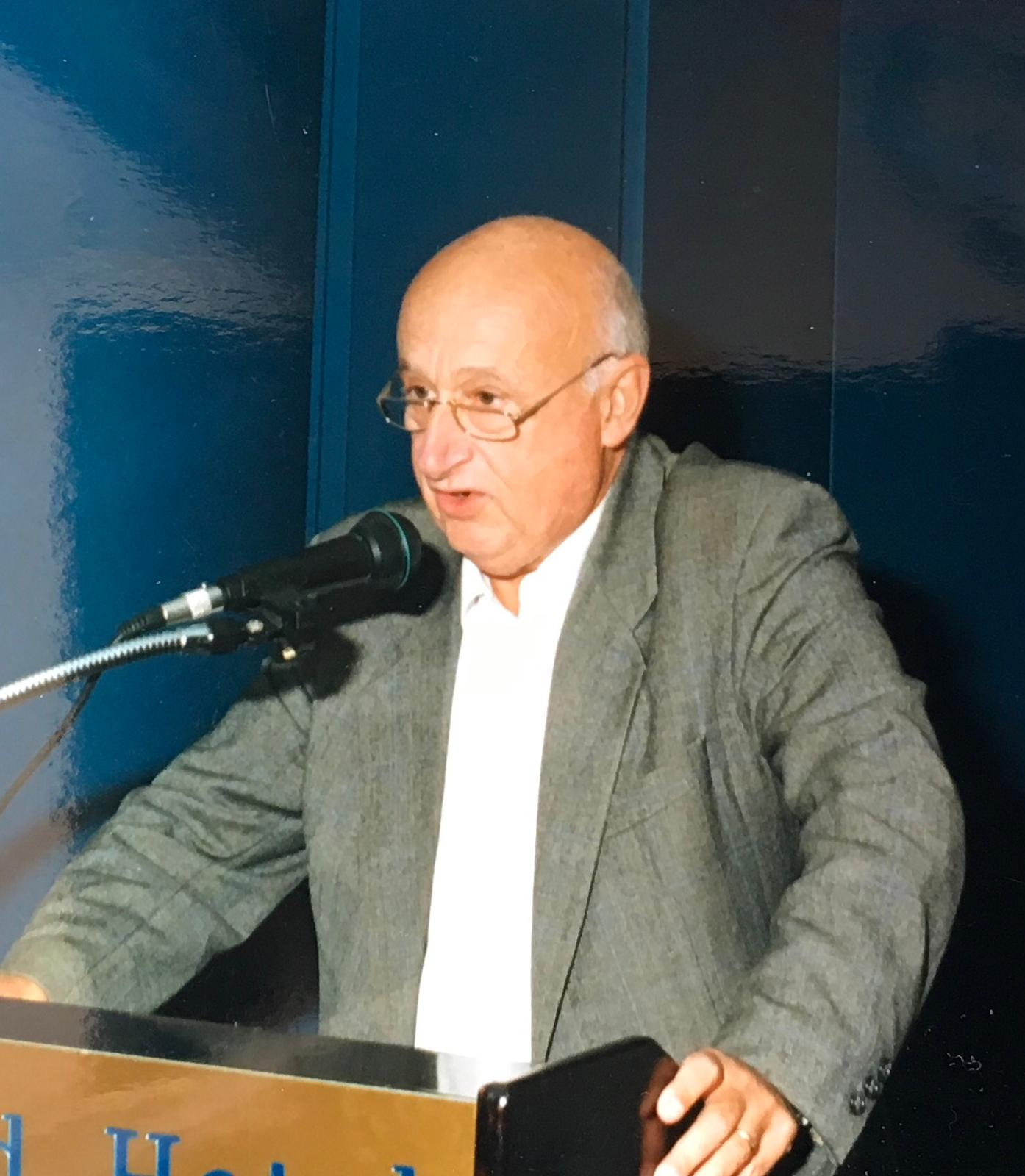

Fino al 1998 ha insegnato linguistica comparativa all'Università di Tubinga.

## Biografia
Dopo la maturità a Roma nel 1950, Carlo De Simone studiò linguistica comparativa e archeologia classica all'Università di Roma, dove si laureò nel 1955 con una tesi sulle iscrizioni messapiche (Le iscrizioni messapiche: cronologia e fonetismo). Ottenne una borsa di studio a Tubinga per studiare linguistica comparativa nell'ambito del Servizio di Scambio Accademico Tedesco (DAAD) del 1955-1956, con Hans Krahe del quale divenne assistente dal 1961 al 1964.
Nel novembre del 1964, De Simone fu abilitato all'insegnamento alla facoltà di filosofia dell'Università di Tubinga con un lavoro sui prestiti greci nella lingua etrusca.
Dal 1972 al 1973 tenne la cattedra di linguistica comparativa (indoeuropeistica) all'Università di Vienna; dal 1975 al 1980 fu professore di linguistica (glottologia) all'Università di Perugia.
Infine, nel 1980 fu nominato professore di linguistica comparativa all'Università di Tubinga, dove insegnò fino alla pensione nel 1998. Fu membro dell'Istituto Nazionale di Studi Etruschi ed Italici.
L'interesse scientifico di Carlo De Simone si è concentrato soprattutto sulle lingue dell'Italia antica, e in particolar modo sulle iscrizioni etrusche, argomento oggetto di numerosi suoi articoli pubblicati sulla rivista Studi Etruschi. Proprio in questo campo De Simone ha dato un contributo importante alla questione del nome di Roma e di Romolo che, secondo lo studioso, deriverebbero da una parola etrusca *ruma col significato di "mammella".

## Opere
- «Die messapischen Inschriften und ihre Chronologie», in Die Sprache der Illyrier, vol. 2, a cura di H. Krahe, Wiesbaden, O. Harrassowitz, pp. 7-151 e 214-361.
- I morfemi etruschi '-ce' ('-ke') e '-che', in «Studi Etruschi», XXXVIII, 1970, pp. 115-139.
- Il nome etrusco del Tevere. Contributo per la storia delle più antiche relazioni tra genti latino-italiche ed etrusche, in «Studi Etruschi», XLIII (1975), pp. 119-157.
- Etruskischer Literaturbericht: neuveröffentlichte Inschriften 1970-1973 (mit Nachträgen), in «Glotta», LIII, 1975, pp. 125 sgg.
- «Die Göttin von Pyrgi: linguistische Probleme», in Atti del Colloquio sul tema: Die Göttin von Pyrgi (Tubinga 1979), Firenze 1981, pp. 64 sgg.
- «La posizione linguistica della Daunia», in Atti del XIII Convegno di Studi Etruschi e Italici (Manfredonia 1980), Firenze 1984, pp. 113 sgg.
- «Gli imprestiti etruschi nel latino arcaico», in Alle origini di Roma. Atti del colloquio a cura di E. Campanile, Pisa, 1988.
- Iscrizioni messapiche della Grotta della Poesia (Melendugno, Lecce), in «Annali della Scuola Normale Sup. di Pisa», serie III, vol. XVIII, 2, 1988, pp. 325-414.
- «La lingua messapica», in Salento Porta d'Italia, Atti del Convegno Internazionale (Lecce 27-30 novembre 1986), Galatina 1989.
- «Gli studi recenti sulla lingua messapica», in Italia omnium terrarum parens, Milano 1989, pp. 650-660
- Etrusco Laucie Mezentie, in Miscellanea etrusca e italica in onore di M. Pallottino. "Archeologia Classica", XLIII (1991), n. 1, pp. 559 sgg.
- Sudpiceno Safino- / Lat. Sabino-: il nome dei Sabini, in «Annali dell'Istituto universitario orientale di Napoli. Dipartimento di Studi del mondo classico e del Mediterraneo antico. Sezione linguistica», XIV, 1992, pp. 223 sgg.
- I Tirreni a Lemnos, Evidenza linguistica e tradizioni storiche, in Istituto Nazionale di Studi Etruschi. Biblioteca di «Studi Etruschi», vol. 31, Firenze, Casa Editrice Leo S. Olschki, 1996, ISBN 9788822244321.
- «Il nome di Romolo», in Roma. Romolo, Remo e la fondazione della città, a cura di Andrea Carandini e A. Cappelli, Milano 2000.
- «Il nome di Romolo e Remo», in La leggenda di Roma, a cura di Andrea Carandini, Milano 2006.
- (con Simona Marchesini), La lamina di Demlfeld, Fabrizio Serra Editore, 2013